# (5672) Libby
(5672) Libby (1986 EE2) est un astéroïde de la ceinture principale, découvert le 6 mars 1986 par l'astronome américain Edward L. G. Bowell à la station Anderson Mesa de l'observatoire Lowell.